# Euploea rhodia
Euploea rhodia är en fjärilsart som beskrevs av Hans Fruhstorfer 1910. Euploea rhodia ingår i släktet Euploea och familjen praktfjärilar. Inga underarter finns listade i Catalogue of Life.